# Suha Verba, Berezivka
Suha Verba (în ucraineană Суха Верба) este un sat în comuna Iasnopillea din raionul Berezivka, regiunea Odesa, Ucraina.

## Demografie
Componența lingvistică a localității Suha Verba
     Ucraineană (100%)
Conform recensământului din 2001, toată populația localității Suha Verba era vorbitoare de ucraineană (100%).